# Турио
Каблешково (на гръцки: Θούριο Турио, катаревуса: Θούριον, Турион, на турски: Urlu, Урлу) е селище и жп гара понастоящем в североизточната част на Република Гърция. То е разположено на река Марица в историческата област Беломорска Тракия в община (дем) Орестиада, част от административната област Източна Македония и Тракия на жп линията Свиленград – Дедеагач.

## География
Селището е разположено на 4 км западно от десния бряг на река Марица и на 8,5 км от град Орестиада, на пътя Е 85, с географски координати 41-во 26` 03`` СШ и 26-о 33` 44`` ИД. През ХХ век е имало няколко хиляди жители, но към 2001 г. те са намалели на 706 души, а по неофициални данни към начелото на 2010 са останали 600.

## История
В 1912 г. в хода на Балканската война българските войски завземат стратегическата жп гара и освобождават селището от турска власт. С Лондонския мирен договор от 17 май 1913 г. бившето Урлу е включено в Беломорската област на България, но след Междусъюзническата война по Цариградския договор отново е под турска власт. С Българо-турската конвенция в 1915 г. България си връща тази част от Беломорието турското име на селищено е премахнато и е наречено Каблешково. В 1922 г. след Първата световна война с приключването на Гръцко-турската война 1919 – 1922 е присъединено от Гърция. Много от местните българи са прогонени. На тяхно място са заселени гагаузки бежанци, бягащи от турците след „Малоазийската катастрофа“ на гръцката армия. През април 1941 г. гръцката власт е ликвидирана. След Втората световна и края на Гръцката гражданска война 1944 – 1949 г.. гръцката власт е възстановена.

Инфраструктурата, като се изключи от жп линията, дълги години е оставена слабо развита – електрификацията и първите автомобили на местни хора са факт в 60-те години, след това са павирани пътищата, телевизията достига тук в 1980 г., а интернет след 1990 г. В крайна сметка под гръцко управление във втората половина на ХХ век селището започва да се обезлюдява, като само след 1981 г. до края на века то губи над 2/3 от населението си.

## Религии
Местните жители са гагаузи. Православни християни.

## Обществени дейности и фоклор
Селището има автобусна линия до общинския център, хубава църква, кметство, училище, ловна дружинка, футболен отбор с младежка секция, магазин и кръчма.
Интересен е традиционният коледен народен „камилски празник“ ставащ след Рождество. Тогава двама млади мъже като кукери покриват направената от черничево дърво конструкция на „камилата“ с чулове, заешки и овчи кожи слагат сушена червена чушка вместо език, много звънци и се превръщат в бутафорна „камила“. Окачват на врата ѝ най-големия звънец-камбана и с шумна тълпа обикалят и играят „камилски танц“ по къщите на 31 декември водени от „камилар“ който от време на време се опитва да бие „камилата“ с пръчката си. Стопаните ги черпят с вино и дребни лакомства, след което на площада от всички се играе хоро под съпровод на гайда.
Счита се че играта е в чест на Св. Богородица която, според местното вярване, е носила Исус на камила. Друга версия е, че св. Никола (Дядо Коледа) идва по тези краища винаги на камила. Друга версия е, че обичаят е спомен от турските времена, когато султанският данък са събирали бирници яздещи камили, които народът осмива.
Този обичай вероятно е отглас на камиловъдски традиции на старото българско население в Беломорието, възприет от малоазийските преселници и има тясна връзка с кукерските и сурвакарските игри във вътрешността на България. Подобна рецепсия и запазени реликти от български обичаи, но този път от мюсюлманско население, в празнуването на Коледа, във връзването на мартеници и др. има и от другата страна на Марица в с. Еникьой източно от Чорлу.

## Личности
Починали в Турио
- Антон Каблешков (1891 – 1912), български военен деец, подпоручик